# Ocupació de Letònia per l'Alemanya nazi

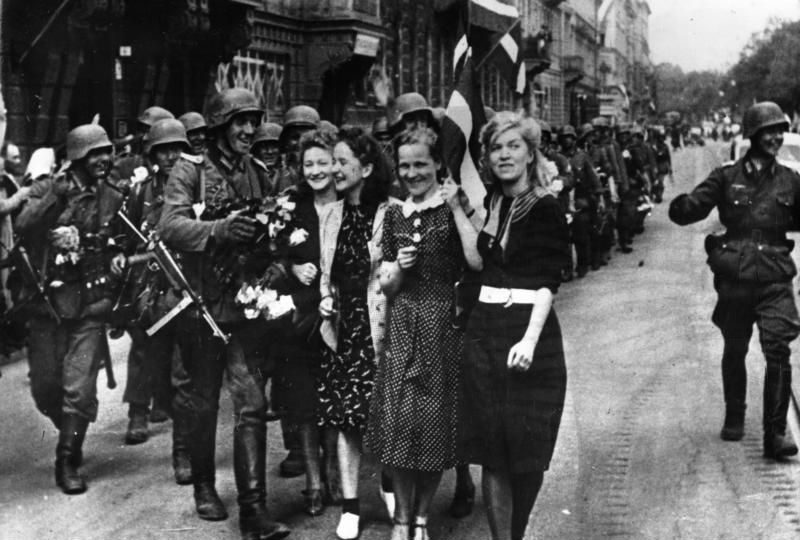
Soldats alemanys entrant a Riga el juliol de 1941

L'Ocupació de Letònia per l'Alemanya nazi es va completar el 10 de juliol de 1941 per les forces armades d'Alemanya. Letònia va passar a formar part d'Alemanya, sota el nom de la Província General de Letònia (en alemany: Generalbezirk Lettland), dins del Reichskomissariat Ostland. Qualsevol opositor a l'ocupació alemanya, així com els qui cooperessin amb la Unió Soviètica, eren assassinats o enviats a camps de concentració.

## Persecucions
El juliol del 1941, immediatament després de l'establiment d'una nova autoritat sota control alemany, va començar l'eliminació de la població jueva i gitana, estant la massacre de Rumbula, entre d'altres, on van tenir lloc la major part dels assassinats en massa. Els assassinats van ser comesos per l'Einsatzgruppe A, per la Wehrmacht i, a Liepāja, pels marines. Els col·laboradors letons, incloent entre 500 i 1.500 membres del Sonderkommando Arājs -que, per si sol, va matar uns 26.000 jueus-, així com d'altres membres del Sicherheitsdienst, també van prendre part dels assassinats. Cap al final de 1941, pràcticament la totalitat de la població jueva havia estat exterminada. A més a més, uns 25.000 jueus havien estat portats des d'Alemanya, Àustria i l'actual República Txeca, dels quals 20.000 van ser també executats.
Durant els anys de l'ocupació nazi es va executar 90.000 persones, de les quals aproximadament 70.000 eren jueus i 2.000 gitanos. La resta dels assassinats van ser civils, les opinions o activitats dels quals eren inacceptables per als alemanys. Tant jueus com gitanos van ser eliminats a conseqüència de la teories racials nazis.

## Resistència
Alguns letons van oposar resistència a l'ocupació nazi. Žanis Lipke va arriscar la seva vida per salvar a més de cinquanta jueus. El moviment de resistència letona es dividia entre els que eren a favor de la independència sota el Consell Central de Letònia, i els que eren a favor de la Unió Soviètica sota el govern del Comitè Central del Moviment Partisano, a Moscou, el seu comandant era el letó Arturs Sproģis nascut a Riga. El Consell Central de Letònia publicava il·legalment el diari Brīvā Latvija (Letònia Lliure), on es promovia la idea de renovar la democràcia a Letònia després de la guerra.

## Conscripció
Els nazis van obligar a la conscripció als habitants de Letònia per a servir al seu exèrcit. Durant la Segona Guerra Mundial, més de 200.000 soldats letons van ser obligats a allistar-se, la meitat dels quals van morir en batalla.
La Unió Soviètica va inscriure obligatòriament en el seu exèrcit unitats de l'exèrcit letó, així com letons que eren a Rússia a causa de guerres anteriors o que vivien allà. L'Alemanya nazi també va mobilitzar soldats que pertanyien a Letònia. Al començament es van portar a terme campanyes de reclutament voluntari, però quan van deixar de tenir èxit es va començar a obligar els soldats a allistar-se a la 15a Divisió Waffen SS de Granaders. El 1943 i el 1944, les dues divisions de les Waffen SS estaven compostes majoritàriament per soldats letons, l'objectiu dels quals era lluitar contra l'exèrcit soviètic. El 1944, el combat més cruent va tenir lloc a Letònia, resultant el bàndol soviètic vencedor.

## Derrota i retirada de les forces nazis
El 1944, l'Exèrcit roig va aixecar el setge de Leningrad i va reconquistar la zona del Bàltic, juntament amb gran part d'Ucraïna i Belarús. L'Alemanya Nazi va començar a patir derrotes regulars al front oriental i es va retirar cap a l'Oest. A mitjan juliol de 1944, l'exèrcit soviètic novament va travessar la frontera de Letònia anterior a la guerra, i el 13 d'octubre havien tornat a capturar la capital de Letònia. A mitjan octubre, l'exèrcit alemany, que incloïa la «Legió Letona», va ser situat a Curlàndia, a la «Borsa de Curlàndia».
Uns 200.000 soldats alemanys van resistir a Curlàndia. Van ser atrapats entre la mar Bàltica i les línies soviètiques mentre l'exèrcit soviètic es concentrava sobre atacs a Prússia Oriental, Silèsia, Pomerània, i finalment a Berlín. El Coronel General Heinz Wilhelm Guderian, cap del Personal general alemany, va insistir que les tropes a Curlàndia fossin evacuades per mar i usades per a la defensa del Reich. Tanmateix, Hitler es va negar i va ordenar a les forces alemanyes a Curlàndia que resistissin. Creia que eren necessàries per protegir les bases de submarins alemanys al llarg de la costa de la mar Bàltica. El 15 de gener de 1945, el Grup d'Exèrcits Curlàndia va ser format sota el Coronel General Lothar Rendulic. Fins a la fi de la guerra, el Grup d'Exèrcits Curlàndia va defensar amb èxit l'àrea on van ser assetjats. Va aguantar fins al 8 de maig de 1945, quan el Coronel General Carl Hilpert, últim comandant del grup, es va rendir davant el mariscal Leonid Góvorov.

## Després de la Segona Guerra Mundial
S'estima que, com a resultat de la guerra, la població de Letònia va disminuir de 500.000 a 300.000 persones -un descens del 25% en comparació amb 1939-. La guerra també va danyar greument l'economia: moltes ciutats històriques van ser destruïdes, així com la indústria i les infraestructures.
A partir de 1940, la majoria de governs occidentals no van reconèixer la incorporació de Letònia i dels altres estats bàltics a la Unió Soviètica. L'única excepció va ser Suècia, que va tornar a la Unió Soviètica els membres de la «Legió de Letònia», que havien acabat a Suècia a la fi de la guerra, i li va lliurar les oficines de representació diplomàtica dels països bàltics a Estocolm.